# United States Virgin Islands Police Department
Die Polizei der Amerikanischen Jungferninseln (United States Virgin Islands Police Department; kurz (US)VIPD) ist die Strafverfolgungsbehörde der Amerikanischen Jungferninseln, die für das gesamte Territorium zuständig ist. Sie wurde geschaffen, um das Leben und das Eigentum der Einwohner zu schützen. Für die Polizeiarbeit auf der britischen Seite ist die Royal Virgin Islands Police Force zuständig.

## Geschichte
Das United States Virgin Islands Police Department wurde im Jahr 1955 als Department of Public Safety gegründet.

## Ausrüstung

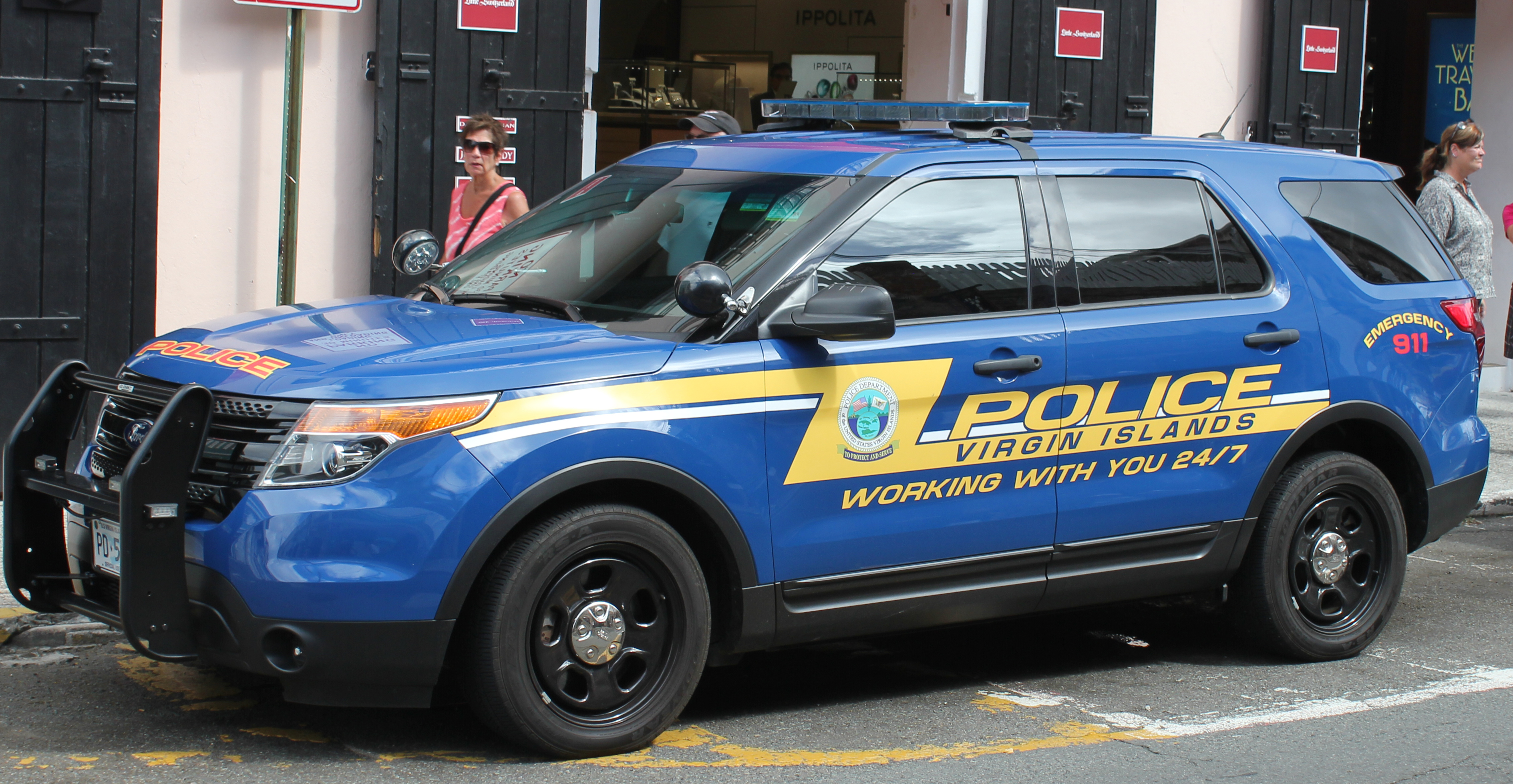
Ford Police Interceptor Utility im USVIPD-Dienst

Das USVIPD fährt Ford Escapes, Chevrolet Impalas, Ford Taurus, GMC Envoys und Ford Explorers.
Die Beamten sind mit Glock-Handfeuerwaffen ausgestattet.